# Clemens-Winkler-Medaille

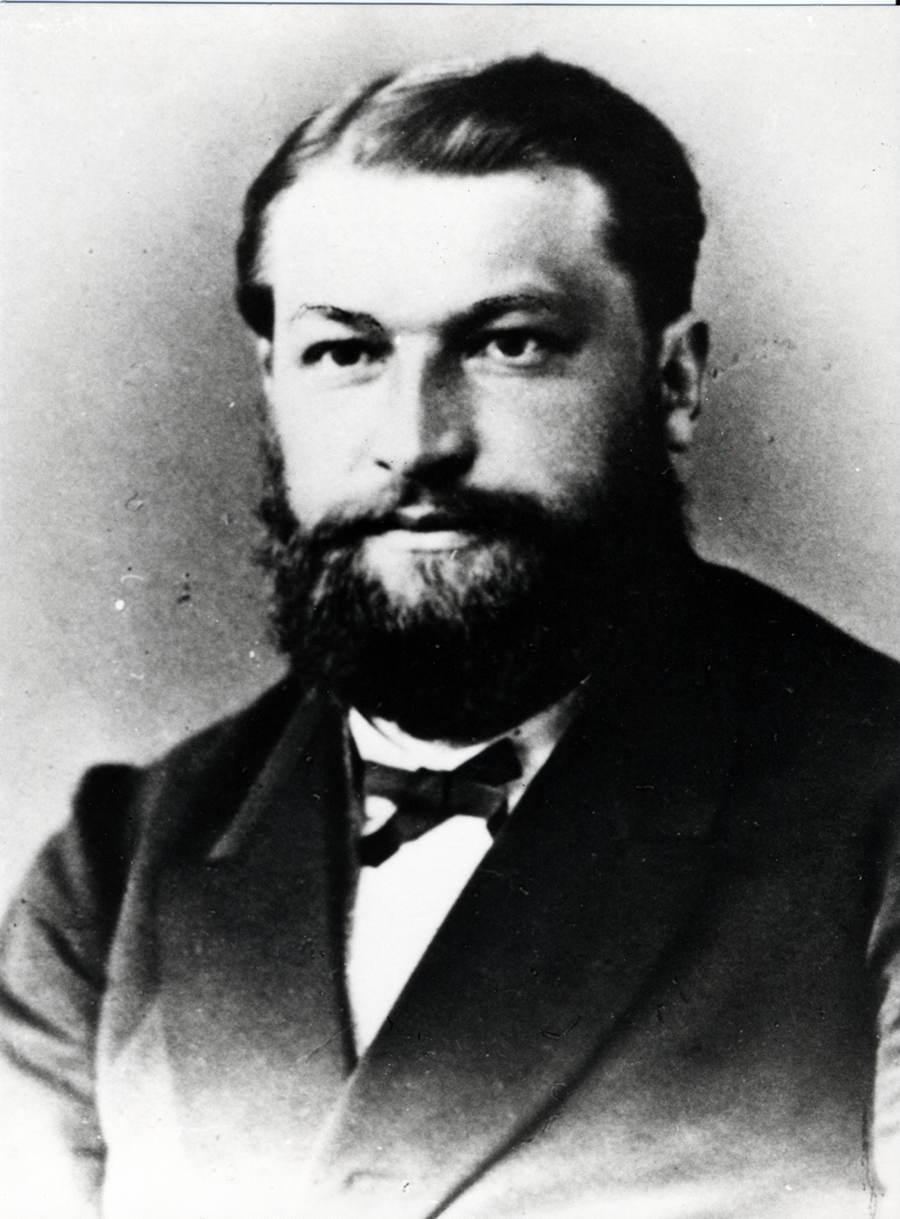
Clemens Winkler (um 1875)

Die Clemens-Winkler-Medaille – benannt nach Clemens Winkler (1838–1904) – wurde von 1954 bis 1990 von der Chemischen Gesellschaft der DDR verliehen. Ausgezeichnet wurden prominente Chemikerinnen und männliche Chemiker aus der akademischen Welt und aus der chemischen Industrie in Anerkennung besonderer wissenschaftlicher Verdienste auf dem Gebiet der anorganischen oder allgemeinen und analytischen Chemie.
Seit 1998 wird die Clemens-Winkler-Medaille von der Fachgruppe Analytische Chemie der Gesellschaft Deutscher Chemiker (GDCh) an Einzelpersonen verliehen, die durch „jahrelangen persönlichen Einsatz besondere Verdienste um die wissenschaftliche Entwicklung und um die Förderung und Anerkennung der Analytischen Chemie gemacht haben“.

## Preisträger

### Preisträger der Chemischen Gesellschaft der DDR (1954–1990)
- 1954 Franz Hein (Jena)
- 1955 Robert Griessbach (Wolfen)
- 1956 Erich Thilo (Berlin) und Arthur Simon (Dresden)
- 1958 Anton Lissner (Freiberg)
- 1960 Kurt Schwabe (Dresden)
- 1962 Richard Müller (Radebeul)
- 1967 Günther Rienäcker (Berlin)
- 1968 Günter Adolphi (Leuna)
- 1972 Siegfried Herzog (Freiberg)
- 1976 Lothar Kolditz (Berlin)
- 1977 Nikolai Michailowitsch Schaworonkow (Moskau, UdSSR)
- 1978 Wolfgang Schirmer (Berlin)
- 1978 Hans-Albert Lehmann (Dresden)
- 1979 Kurt Issleib (Halle)
- 1980 Siegfried Ziegenbalg (Freiberg)
- 1981 Hans-Heinz Emons (Freiberg)
- 1982 Herbert Grunze (Berlin)
- 1983 Egon Uhlig (Jena)
- 1984 Gerhard Ackermann (Freiberg)
- 1985 Wolfgang Wieker (Berlin)
- 1986 Alfred Tzschach (Halle)
- 1987 Rudolf Münze (Dresden)
- 1988 Gerhard Oehlmann (Berlin)
- 1989 Ehrenfried Butter (Leipzig)
- 1990 Karl-Heinz Thiele (Merseburg)

### Preisträger der Gesellschaft Deutscher Chemiker (seit 1998)
- 1998 Wilhelm Nils Fresenius (Wiesbaden)
- 2000 Bernhard Schrader (Essen)
- 2002 Heinz Engelhardt (Saarbrücken)
- 2003 Georg-Alexander Hoyer (Berlin)
- 2005 Klaus Gustav Heumann (Mainz)
- 2006 Bernhard Welz, (Florianópolis SC, Brasilien)
- 2007 Klaus K. Unger (Mainz)
- 2009 Werner Engewald (Leipzig) und Adolf Zschunke (Leipzig)
- 2010 Rudolf E. Kaiser (Bad Dürkheim)
- 2011 Reiner Salzer (Dresden)
- 2012 Ernst-Heiner Korte (Dortmund)
- 2013 Otto S. Wolfbeis (Graz, Österreich)
- 2015 Günter Gauglitz (Tübingen)
- 2017 Karlheinz Ballschmiter (Ulm)
- 2019 Reinhard Nießner (München)
- 2022 Irene Nehls (Berlin)
- 2025 Wolfgang Lindner (Wien)[1]